# Praia do Fogo
Praia do Fogo.
A Praia do Fogo é uma zona balnear portuguesa localizada no sitio do Fogo na freguesia da Ribeira Quente, no município da Povoação, ilha açoriana de São Miguel.
Esta praia localizada no lugar do Fogo, na costa sul, é formada por um areal junto a uma baía onde existem várias nascentes hidrotermais submarinas. Este facto torna a água do mar tépida, acontecimento pouco vulgar que torna esta praia bastante frequentada.
Em seu redor forma-se uma paisagem considerada idílica. A praia aloja-se entre a montanha e o mar formando um recanto onde sobressai o contraste entre o azul marinho e do céu e o sempre verde das escarpas que envolvem o areal.
Próximo a esta praia encontra-se um parque de estacionamento, e foi dotada de instalações sanitárias, duches e acesso a deficientes.